# 짓비단도마뱀붙이속
짓비단도마뱀붙이속(Oedura)은 벨벳 게코(velvet geckos)라고도 불리며, 오스트레일리아에 고유한 중대형 도마뱀붙이류의 일속이다

## 분포
짓비단도마뱀붙이속의 대부분의 종들은 호주의 북부, 동부에서 발견되며, 이외에도 필바라, 센트럴산맥(en:Central Ranges), 플린더스산맥(en:Filnders Ranges) 등의 건조한 지역에 소수의 개체군이 존재한다.

## 습성
짓비단도마뱀붙이속의 도마뱀붙이류는 대개 수목성(en:arboreal), 야행성이며, 몸뚱이는 납작하고 독특한 무늬가 있다. 나무나 바위에서 은밀하게 살아가며, 보통 균열이나 나무껍질 속에 몸을 숨긴다. 모든 종은 건조한 환경에 적응했으며 음식이나 물 없이 수 개월 동안 버틸 수 있다.

## 분류
2012년에 올리버 외가 짓비단도마뱀붙이속의 일부 종들을 분리시켰으며, 네 종은 벨벳도마뱀붙이속으로 보내고 Oedura reticulata 은 그물벨벳도마뱀붙이속, Oedura robusta 은 굵은벨벳도마뱀붙이속이라는 새로운 단형속을 만들어 보냈다.

## 하위
모식종은 대리석짓비단도마뱀붙이(Oedura marmorata)이며, 존 에드워드 그레이가 1842년에 최초로 기술하였다. 하술할 15 종이 유효성을 인정받았다:
- Oedura argentea Hoskin, Zozaya & Vanderduys, 2018
- Oedura bella Oliver & Doughty, 2016
- Oedura castelnaui (Thominot, 1889) – northern velvet gecko
- Oedura cincta De Vis, 1888
- Oedura coggeri Bustard, 1966 – northern spotted velvet gecko
- Oedura filicipoda King, 1985 – fringe-toed velvet gecko
- Oedura fimbria Oliver & Doughty, 2016
- Oedura gemmata King & Gow, 1983 – jewelled velvet gecko
- Oedura gracilis King, 1985 – gracile velvet gecko
- Oedura jowalbinna Hoskin & Higgie, 2008
- Oedura luritja Oliver & McDonald, 2016
- Oedura marmorata Gray, 1842 – marbled velvet gecko
- Oedura monilis De Vis, 1888 – ocellated velvet gecko
- Oedura murrumanu Oliver, Laver, Melville & Doughty, 2014 – limestone range velvet gecko
- Oedura tryoni De Vis, 1884 – southern spotted velvet gecko

주의사항: 삽입어구의 이명 명명자(en:Binominal nomenclature)는 원래 해당 종을 짓비단도마뱀붙이속(Oedura)과는 다른 속에 속한 것으로 기술했을지도 모른다.

## 이전 하위

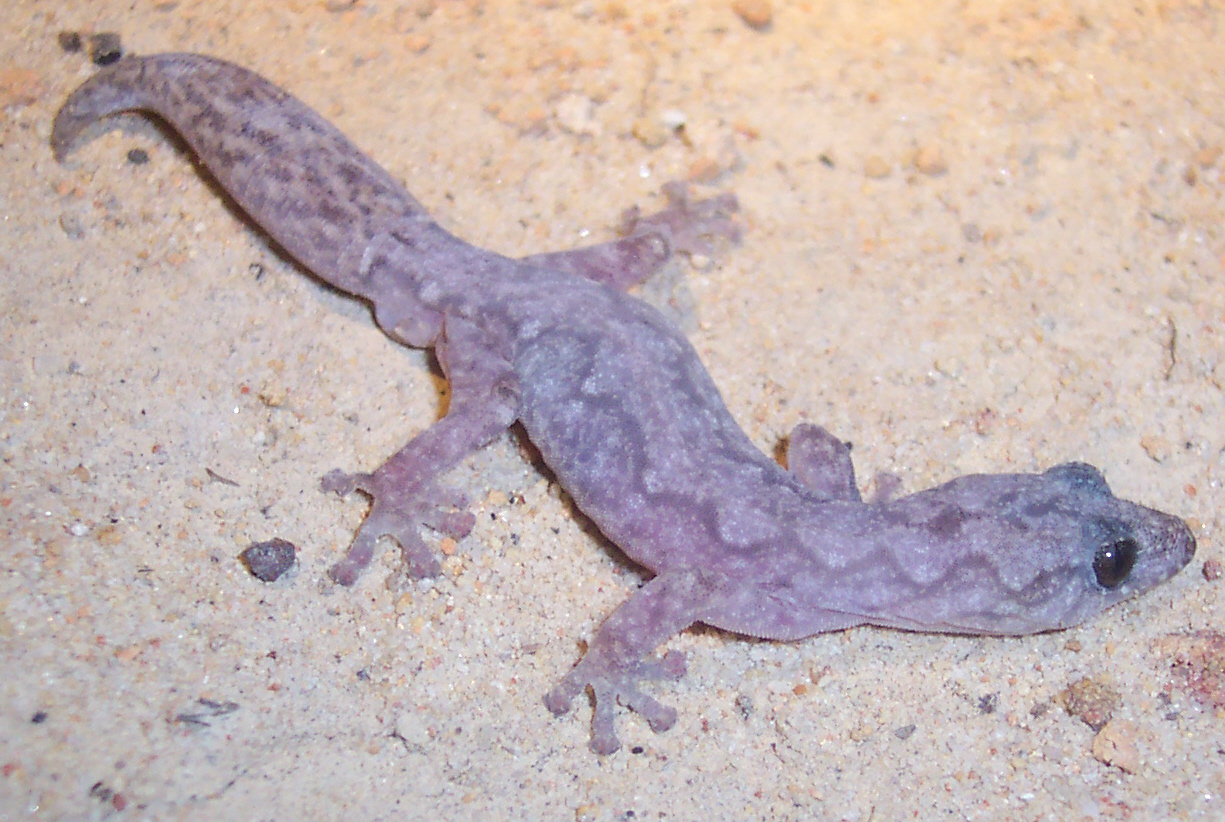
르쉬외르벨벳도마뱀붙이(Oedura lesueurii)는 이제 벨벳도마뱀붙이속(Amalosia)에 속한다.

벨벳도마뱀붙이속(Wells & Wellington, 1983)으로 이동:
- Oedura jacovae  – > Amalosia jacovae (Couper, Keim & Hoskin, 2007) –
- Oedura lesueurii – > Amalosia lesueurii (A.M.C. Duméril & Bibron, 1836) – Lesueur's velvet gecko
- Oedura obscura – > Amalosia obscura (King, 1985) – slim velvet gecko
- Oedura rhombifer – > Amalosia rhombifer (Gray, 1845) – zigzag velvet gecko

그물벨벳도마뱀붙이속(Oliver et al., 2012)으로 이동:
- Oedura reticulata – > Hesperoedura reticulata (Bustard, 1969) – reticulated velvet gecko

굵은벨벳도마뱀붙이속(Oliver et al., 2012)으로 이동:
- Oedura robusta – > Nebulifera robusta (Boulenger, 1885) – robust velvet gecko